# Pielachtal Straße
De Pielachtal Straße B39 is een bundesstraße in de Oostenrijkse deelstaat Neder-Oostenrijk.
PielachDe weg verbindt Sankt Pölten via Rabenstein an der  en Sankt Anton an der Jeßnitz de weg is 44,3 km lang.
Routebeschrijving
De B39 begint in het zuidwesten Sankt Pölten op een kruising met de B20. De weg loopt in zuidelijke richting door Ober-Grafendorf waar de B29 aansluit. De weg loopt verder door Rabenstein an der Pielach}, Kirchberg an der Pielach} en Frankenfels. De B39 sluit uiteindelijk tussen Puchenstuben en Sankt Anton an der Jeßnitz op een kruising aan op de B28.
Geschiedenis

De landheer Georg Anton von Grechtler, zoon van de grootgrondbezitter Johann Georg von Grechtler, liet in 1782 een Commerzial-Straße aanleggen die van de Mariazeller Straße afboog en via Fridau naar Mainburg liep.
Met de inwerkingtreding van de Neder-Oostenrijkse wegenwet van 19 april 1894 werd deze weg een Bezirksstraße Ie Klasse. Na de Anschluss werd ze op 1 april 1940 een Landstraße I. Ordnung enkreeg ze het nummer L.I.O. 44.
Met de overgang naar van de Neder-Oostenrijkse wagensysteem op 12 juli 1956 werden de voormaligen Bezirksstraßen in Landesstraßen hernoemd en de huidige Pielachtal Straße als L 102 aangeduid.
De Pielachtal Straße beheert sinds 1 April 1959 tot de lijst Bundesstraßen in Oostenrijk.
B1 · 
B2 · 
B3 · 
B4 · 
B5 · 
B6 · 
B7 · 
B8 · 
B9 · 
B10 · 
B11 · 
B12 · 
B13 · 
B14 · 
B15 · 
B16 · 
B17 · 
B18 · 
B19 · 
B20 ·  
B21 · 
B22 · 
B23 · 
B24 · 
B25 · 
B26 · 
B27 · 
B28 · 
B29 · 
B30 · 
B31 · 
B32 · 
B33 · 
B34 · 
B35 · 
B36 · 
B37 · 
B38 · 
B39 · 
B40 · 
B41 · 
B42 · 
B43 · 
B44 · 
B45 · 
B46 · 
B47 · 
B48 · 
B49 · 
B50 · 
B51 · 
B52 · 
B53 · 
B54 · 
B55 · 
B56 · 
B57 · 
B58 · 
B59 · 
B60 · 
B61 · 
B62 · 
B63 · 
B64 · 
B65 · 
B66 · 
B67 · 
B68 · 
B69 · 
B70 · 
B71 · 
B72 · 
B73 · 
B74 · 
B75 · 
B76 · 
B77 · 
B78 · 
B79 · 
B80 · 
B81 · 
B82 · 
B83 · 
B84 · 
B85 · 
B86 · 
B87 · 
B88 · 
B89 · 
B90 · 
B91 · 
B92 · 
B93 · 
B94 · 
B95 · 
B96 · 
B97 · 
B98 · 
B99 · 
B100 · 
B105 · 
B106 · 
B107 · 
B108 · 
B109 · 
B110 · 
B111 · 
B113 · 
B114 · 
B115 · 
B116 · 
B117 · 
B119 · 
B120 · 
B121 · 
B122 · 
B123 · 
B124 · 
B125 · 
B126 · 
B127 · 
B129 · 
B130 · 
B131 · 
B132 · 
B133 · 
B134 · 
B135 · 
B136 · 
B137 · 
B138 · 
B139 · 
B140 · 
B141 · 
B142 · 
B143 · 
B144 · 
B145 · 
B146 · 
B147 · 
B148 · 
B149 · 
B150 · 
B151 · 
B152 · 
B153 · 
B154 · 
B155 · 
B156 · 
B158 · 
B159 · 
B160 · 
B161 · 
B162 · 
B163 · 
B164 · 
B165 · 
B166 · 
B167 · 
B168 · 
B169 · 
B170 · 
B171 · 
B172 · 
B173 · 
B174 · 
B175 · 
B176 · 
B177 · 
B178 · 
B179 · 
B180 · 
B181 · 
B182 · 
B183 · 
B184 · 
B185 · 
B186 · 
B187 · 
B188 · 
B189 · 
B190 · 
B191 · 
B192 · 
B193 · 
B197 · 
B198 · 
B199 · 
B200 · 
B201 · 
B202 · 
B203 · 
B204 · 
B205 · 
B209 · 
B210 · 
B211 · 
B212 · 
B213 · 
B214 · 
B215 · 
B216 · 
B217 · 
B218 · 
B219 · 
B220 · 
B221 · 
B222 · 
B223 · 
B224 · 
B225 · 
B226 · 
B227 · 
B228 · 
B229 · 
B230 · 
B303 · 
B305 · 
B309 · 
B310 · 
B311 · 
B316 · 
B317 · 
B319 · 
B320